# Daniel Möller
Daniel Gustav Möller född 23 december 1974, är en svensk författare och journalist. Han är bosatt i Malmö.

## Priser och utmärkelser
- Slangbellan 2000
- År 2001 augustnominerades Du! Hitta rytmen